# Katarráktis (ort i Grekland, Nordegeiska öarna)
Katarráktis (Kataraktis, Katarraktis) är en ort i Grekland.   Den ligger i prefekturen Chios och regionen Nordegeiska öarna, i den östra delen av landet, 210 km öster om huvudstaden Aten. Katarráktis ligger 6 meter över havet och antalet invånare är 408. Den ligger på ön Chios.
Terrängen runt Katarráktis är platt österut, men åt nordväst är den kuperad. Havet är nära Katarráktis åt sydost.  Närmaste större samhälle är Chios, 11,6 km norr om Katarráktis. 